# Nicolás Rabal
Nicolás Rabal y Díez (c. 1840-1898) fue un escritor, historiador y profesor español.

## Biografía
Hijo de un médico, obtuvo el título de bachiller en artes y el de Teología en El Burgo de Osma, desde donde marchó a Madrid a estudiar las carreras de Filosofía y Letras y Teología, que finalizó. Logró ser nombrado catedrático de Retórica y Poética del Instituto de Soria y fue presidente del Casino de Soria. Entre sus obras se contaron una Historia de Soria, parte de la serie España, sus monumentos y sus artes, editada por la casa de Daniel Cortezo de Barcelona, y La ermita de San Saturio, una obra teatral. Rabal, que fue miembro correspondiente de la Real Academia de la Historia, falleció el 28 de septiembre de 1898 con una edad de cincuenta y ocho años. Está enterrado en el cementerio municipal de Soria, en el muro de la pared este del patio antiguo.